# Claudia Villafañe
Claudia Rosana Villafañe (Buenos Aires, 22 de enero de 1962) es una empresaria y productora argentina, conocida principalmente, por su matrimonio con la leyenda del fútbol Diego Maradona.

## Biografía
Hija de un matrimonio conformado por Ana María Elía y Roque Nicolás Villafañe. Es conocida mundialmente por su matrimonio con Diego Maradona a quien conoció cuando ella tenía 16 años en el barrio porteño de Villa del Parque, cuando eran vecinos. En el año 1987 tuvo a su primera hija, Dalma, de esta intensa y a la vez tormentosa relación se enteró por televisión de que Maradona se había convertido en padre de Diego Armando Maradona Júnior, junto a la italiana Cristiana Sinagra. Pero Diego negó esa paternidad y, aunque la justicia lo obligó a darle su apellido al niño, él lo siguió negando durante más de treinta años. Se lo negó a su mujer, a sus hijas, a su propio hijo y a cuanto periodista se lo fuera a preguntar. Y Claudia siguió adelante con la pareja y, a los dos años, dio a luz a su segunda hija Gianinna. Se casó en el mítico Luna Park el 7 de noviembre de 1989 con un vestido diseñado por Elsa Serrano.
Villafañe, inició la demanda de divorcio el 7 de marzo de 2003 por abandono del hogar, luego de permanecer 14 años casados. reclamando la tenencia de sus hijas, Dalma y Gianinna, que en aquel entonces tenían 15 y 12 años respectivamente.
En 2017, después de 10 años de noviazgo, blanqueo su relación con el empresario y actor Jorge Taiana.

## Ámbito profesional
En 1999 hizo una participación de ella misma en la telenovela Muñeca brava protagonizada por Natalia Oreiro y Facundo Arana. Fue invitada en varios programas de entretenimientos como Sábado Bus, Susana Giménez, Escape perfecto, La jaula de la moda, Pasapalabra, CQC, Fútbol Para Todos, Morfi, todos a la mesa, Como anillo al dedo, entre otros.
Vivió varios años en Napolés, Italia, donde se ocupó de la administración de varios negocios de Maradona.
En 2003 produjo la obra de teatro «Pijamas» con Fabián Gianola, Mario Pasik, Victoria Onetto, Anita Martínez, Luciana Salazar y Jorge Taiana.
En 2005 participó en el programa de Diego Maradona, La noche del 10, por El Trece.
En 2008 participó del documental homenaje Maradona by Kusturica del cineasta serbio Emir Kusturica basada en la vida de Maradona.
En 2020, integró el equipo de concursantes del programa televisivo MasterChef Celebrity Argentina, donde se consagró como la ganadora de dicho reality.

## Controversias
En 2015, Maradona demandó a Villafañe por presunto fraude, estafa y malversación de patrimonio. Debido a la popularidad del Caso Maradona contra Villafañe y el desarrollo de sus investigaciones en otros países, varios medios argentinos y extranjeros cubrieron el tema.
En julio del 2020, tras un fallo judicial, le revocaron el sobreseimiento de dicha causa contra su exmarido.
En 2020 se hizo la serie Maradona, sueño bendito donde su personaje fue interpretado por las actrices Laura Natalia Esquivel (como Claudia de joven) y Julieta Cardinali (en su faceta adulta). En esa oportunidad, Villafañe brindó una serie de notas para contar que había mandado una carta documento a los productores de la misma, Amazon y BTF Media, porque no le pidieron permiso a ella, ni a su familia para usar sus identidades.

## Televisión
| Año       | Título                         | Rol                 | Notas                  |
| --------- | ------------------------------ | ------------------- | ---------------------- |
| 1999      | Muñeca brava                   |                     | Cameo                  |
| 2005      | La noche del 10                | Ella misma          | Invitada               |
| 2016      | Escape perfecto                | Ella misma          | Invitada               |
| 2017-2021 | Pasapalabra                    | Ella misma          | Invitada               |
| 2019      | Morfi, todos a la mesa         | Ella misma          | Invitada               |
| 2019      | Diego Maradona                 | Ella misma          | Aparición              |
| 2020-2021 | MasterChef Celebrity Argentina | Participante        | Ganadora (temporada 1) |
| 2022      | MasterChef Celebrity Argentina | Jurado de reemplazo | Temporada 3            |

## Filmografía
- 2008: Maradona by Kusturica